# علی‌اکبر اصانلو
علی اکبر اصانلو (زاده ۱ بهمن ۱۳۲۷ - زنجان) بازیگر سینما اهل ایران است. او در چهلمین دوره جشنواره فیلم فجر موفق به دریافت دیپلم افتخار بهترین بازیگر نقش مکمل مرد برای بازی در فیلم نگهبان شب شد.

## فیلم‌شناسی
- ١۴٠٠ - نگهبان شب به کارگردانی رضا میرکریمی
- ١۴٠٠ - سریال آتش در گلستان به کارگردانی پرویز شیخ‌طادی[۴]
- ۱۴۰۲- آبی روشن به کارگردانی بابک خواجه‌پاشا